# 紫萼
紫萼（学名：Hosta ventricosa）也称紫萼玉簪，是玉簪属的植物。为中国的特有植物。

## 形态
紫萼为多年生草本；叶呈卵形或宽卵形，丛生，较玉簪为窄短；花茎由叶丛中抽出，总状花序，淡紫色花，花期为6-7月；果期为8月。

## 分布
分布于中国大陆的湖北、贵州、福建、江苏、浙江、广东、四川、陕西、湖南、云南、江西、安徽、广西等地，生长于海拔500米至2,400米的地区，多生在草坡、林下或路旁，目前尚未由人工引种栽培。野生紫萼生长于山沟边及林下阴湿处，中国的河北、陕西、华东等省份有分布。

## 用途
紫萼全草或根可入药，能消肿解毒、理气止痛。紫萼还有一定的观赏价值。